# Награда „Славко Јунгић Јесеј”
Књижевна награда „Славко Јунгић Јесеј” је установљена је 2012. године, десет годину након смрти Славка Јунгића Јесеја. Награду додељује Српско-просвјетно и културно друштво “Просвјета” из Челинца и Винаријa “Јунгић” која је заслужна за покретање ове идеје, и то од стране др Жељка Јунгића, власника винарије, у сарадњи са Народном библиотеком „Иво Андрић” Челинац.
Нагарада се уручује за подстицање младих књижевних нада ка умјетности и књижевности. Право учешћа за ову награду имају аутори који су млађи од 30 година, без обзира на држављанство и мјесто становања. Награда се додјељује на Трифундан у коноби „Винарије Јунгић“ која је и покровитељ ове награде.
Досадашњи добитници награде су:
| Година | Име                | Занимање                             | Мјесто          |
| ------ | ------------------ | ------------------------------------ | --------------- |
| 2013.  | Никола Зеленовић   |                                      | Челинац         |
| 2014.  | Радослав Синђелић  |                                      | Богатић (Шабац) |
| 2015.  | Александар Иванић  | Студент, Руски језик                 | Бањалука        |
| 2016.  | Бојана Остојић     |                                      | Челинац         |
| 2017.  | Александар Матерић | Студент, Филолошки факултет Бањалука | Челинац         |
| 2018.  | Милица Симић       |                                      | Теслић          |